# Площадь Перемен
«Площадь Перемен» (бел. Плошча Перамен) — неофициальное название двора в Минске, расположенного на перекрестке улиц Червякова, Каховской и Сморговского тракта (53°55′46″ с. ш. 27°32′57″ в. д.). Образовалась в августе 2020 года, во время протестов после шестых президентских выборов (другие неформальные названия: «двор перемен» и «площадь ди-джеев перемен»). Основной частью двора является детская площадка, оборудованная на средства жителей соседних домов.
В середине августа 2020 года на стене вентиляционной будки в центре двора неизвестные создали портреты звукооператоров из Минского государственного Дворца детей и молодежи Кирилла Галанова и Владислава Соколовского, которые незапланированно включили запись песни Виктора Цоя «Перемен!» на официальном мероприятии 6 августа 2020 года в Киевском сквере. Мурал с изображением звукооператоров, начиная с середины августа 2020 года, много раз зарисовывали сотрудники коммунальных служб и отмывали (или создавали заново) жители окрестных домов. Некоторое время в сентябре 2020 года над будкой висела табличка с надписью «Площадь Перемен».
С конца августа до начала ноября 2020 года жители соседних домов приглашали музыкантов на вечерние концерты, самообразовывались на лекциях и украшали пространство национальной символикой.

## Убийство Бондаренко
11 ноября неизвестные приехали срезать с забора бело-красно-белые ленты. Во время прений с неизвестными 31-летний минчанин Роман Бондаренко сделал какое-то замечание. По свидетельствам очевидцев, один из неизвестных агрессивно спросил у него: «Ты чего дерзкий такой?» — и сильно толкнул Романа. Тот ударился головой о детскую горку и упал. Избиение продолжили двое других неизвестных, а после понесли Бондаренко за руки и ноги в микроавтобус, который сразу же уехал. Через некоторое время в Центральное РОВД была вызвана скорая помощь, которая забрала Бондаренко в бессознательном состоянии. Ночью снова был осквернён мурал, фигуры диджеев закрашены зелёной краской с изображениями красных звезд.
Роман Бондаренко поступил в реанимационное отделение минской больницы скорой медицинской помощи 12 ноября в 00:05, где ему диагностировали тяжёлую закрытую черепно-мозговую травму, острые субдуральная гематомы на голове, кровоизлияние в мозг, травмы мягких тканей. Находился в состоянии комы, была проведена операция, но из-за тяжёлого состояния спасти мужчину не удалось, он умер вечером 12 ноября.
Сразу после известия о смерти Бондаренко люди начали стихийно стекаться к площади Перемен, чтобы возложить цветы и зажечь лампадки. На площади собрались несколько тысяч человек, который скандировали «Не забудем, не простим», «Мы остановим этот фашизм».

## Уничтожение мемориала
В воскресенье, 15 ноября, десятки тысяч человек вышли на марш памяти замученного Романа Бондаренко, запланированный маршрут пролегал от станции метро «Пушкинская» к «площади Перемен». Силовики не дали сформироваться колоннам, но люди массово подходили к народному мемориалу. Для разгона протестующих в район «площади Перемен» было стянуто большое количество силовиков, применены светошумовые гранаты, водометы. Остаток людей вокруг мемориала взяли в окружение, часть из них задержали. Сотни человек спрятались в квартирах и подвалах домов вокруг площади Перемен, избегая ареста. Силовики устроили облавы, задерживая тех, кто не был прописан там, проверяли авто, выезжавшие из подземного гаража. Оцепление двора держалось около 16 часов. Мемориал был полностью истреблён, цветы вывезены на кладбище за город. Журналистки «Белсата» Екатерина Андреева и Дарья Чульцова, которые вели стрим с места события, были арестованы, а в феврале 2021 года приговорены к 2 годам заключения.
Католический епископ Юрий Кособуцкий осудил разрушение мемориала и аресты:
Мы все хорошо знаем и видим, что происходит в нашей любимой Беларуси. Насилие, пытки, унижение человеческого достоинства, агрессия со стороны государственных силовых структур по отношению к мирным гражданам нашей страны. Сегодняшнее поведение силовиков показывает увеличение страха и боязни государственной власти в отношении белорусского народа. Разрушение народного мемориала, который возник на месте брутального захвата Романа Бондаренко, был очередной попыткой уничтожить всё то благородное, чистое, светлое, что есть у наших людей.
Пресс-секретарь Белорусской православной церкви отец Сергей Лепин высказался ещё резче, назвав борьбу с мемориалом «сатанинским попранием свечей и иконок».
На совещании 17 ноября 2020 года Александр Лукашенко заявил, что «кладбище и мемориалы — это психологическое воздействие на население», он также зачитал высказывания Кособуцкого и Лепина и потребовал, чтобы правоохранительные органы дали им оценку. Уже 18 ноября Генеральная прокуратура Беларуси объявила обоим иерархам официальные предупреждения о недопустимости нарушения закона, заявив, что их высказывания «разжигают ненависть к представителям органов государственной власти, в том числе правоохранительных органов».
В ночь на 8 мая 2021 года неизвестные восстановили мурал «Диджеев перемен».
, однако к утру того же дня он был закрашен. В июне 2021 года стало известно, что 14 мая был задержан Василий Логвинов, которого вместе с другими гражданами следственные органы обвинили в создании изображения «Диджеев перемен» 7 мая. Согласно следствию, он совершил преступление, предусмотренное ч. 2 ст. 339 Уголовного кодекса РБ (Хулиганство). Правозащитные организации считают В. Логвинова политическим заключённым и в заявлении от 11 июня 2021 года потребовали его освобождения.

## В массовой культуре
На основе событий происходивших на «Площаде Перемен» была создана одноименная фотокнига. Сбор средств на её выпуск осуществлялся на площадке Kickstarter. Презентация прошла 18 августа в Варшаве.